# Nomada semirugosa
Nomada semirugosa là một loài Hymenoptera trong họ Apidae. Loài này được Cockerell mô tả khoa học năm 1929.